# Pilote d'essai (film, 1938)
Pour les articles homonymes, voir Pilote d'essai (homonymie).
Pour plus de détails, voir Fiche technique et Distribution.
Pilote d'essai (Test Pilot) est un film américain réalisé par Victor Fleming, sorti en 1938.

## Synopsis
Les aventures d'un pilote d'essai fantaisiste et plutôt irresponsable, qui aime passer son temps à voler. Lors d'un atterrissage forcé sur une ferme, il fait la connaissance d'Ann Barton et de sa famille.
Très vite, Ann et Jim s'éprennent l'un de l'autre et finissent par se marier. Arrive Gunner Morse, un ami de longue date de Jim avec qui il passe du bon temps avec sa passion des avions.
Un accident se produit et un pilote meurt. Jim fait une dépression. Son ami Gunner le force à se reprendre tout en lui rappelant qu'il a une femme.

## Fiche technique
- Titre : Pilote d'essai
- Titre original : Test Pilot
- Réalisation : Victor Fleming
- Scénario : Howard Hawks, Vincent Lawrence et Waldemar Young d'après une histoire de Frank Wead
- Production : Louis D. Lighton
- Société de production : MGM
- Photographie : Ray June
- Montage : Tom Held
- Musique : Franz Waxman
- Direction artistique : John S. Detlie et Cedric Gibbons
- Costumes : Dolly Tree
- Pays d'origine :  États-Unis
- Format : Noir et blanc - Son : Mono (Western Electric Sound System)
- Genre : Film d'aventure
- Durée : 118 minutes
- Dates de sortie : 
  - États-Unis : 16 avril 1938 (New York),
  - États-Unis : 22 avril 1938 (sortie nationale)
  - France : 15 juin 1938

## Distribution
- Clark Gable : Jim Lane
- Myrna Loy : Ann Barton
- Spencer Tracy : Gunner Morris
- Lionel Barrymore : Howard B. Drake
- Samuel S. Hinds : le général Ross
- Marjorie Main : la propriétaire
- Ted Pearson : Joe
- Gloria Holden : Mme Benson
- Louis Jean Heydt : Benson
- Virginia Grey : Sarah
- Priscilla Lawson : Mable
- Claudia Coleman : Mme Barton
- Arthur Aylesworth : Frank Barton

Et, parmi les acteurs non crédités :
- James Flavin : un pilote
- Fay Holden : une vendeuse
- Steve Pendleton : un pilote
- Frank Sully : un pilote au café
- Dorothy Vaughan : la grosse dame

## Autour du film
- Tournage du 1er décembre 1937 au 18 février 1938[1].

- Le film bénéficia d'une très bonne notoriété par la présence de Spencer Tracy qui avait remporté, juste avant ce film, un Oscar pour sa prestation dans Capitaines courageux[2].

- Lors de la première, certains spectateurs déclarèrent qu'ils auraient préféré que le personnage interprété par Myrna Loy parte avec Spencer Tracy plutôt qu'avec Clark Gable[3].

- Le film fut nommé aux Academy Award pour le montage, le scénario et la fiction[2].

- Durant le tournage, Myrna Loy et Clark Gable reçurent respectivement le titre de reine et roi d'Hollywood des mains du journaliste Ed Sullivan[4].

- Selon la MGM, le film aurait engrangé près de 2 431 000 dollars aux Etats-Unis[5].

- Désireuse de réunir à nouveau le trio Gable-Tracy-Loy un an plus tard dans La Fièvre du pétrole [6], la MGM garda finalement les deux acteurs mais engagea Claudette Colbert, arguant qu'une omniprésence de stars était coûteuse [7].

- Dans la foulée, la MGM voulut mettre en chantier un film en 1939 dans la lignée de Pilote d'essai, intitulé le Maître de la prairie avec Myrna Loy et Spencer Tracy mais sans Clark Gable. Le projet fut annulé à cause de la guerre [8]. La production reprit à la fin du conflit, Spencer Tracy et Myrna Loy s'apprêtaient à reprendre leur liaison quand la MGM changea son fusil d'épaule et prit Katharine Hepburn à la place de l'actrice[9],[10].

## Deux hommes, une femme

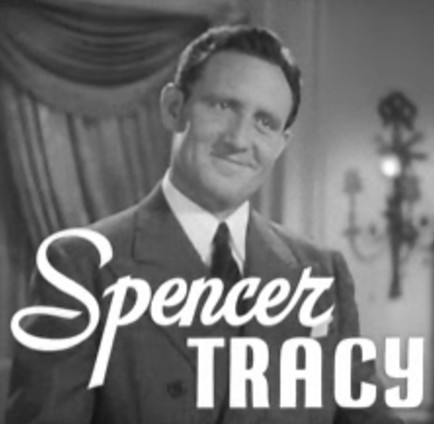
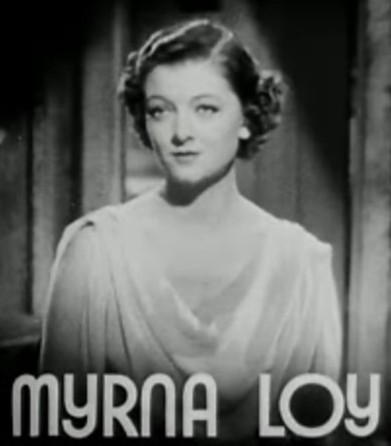
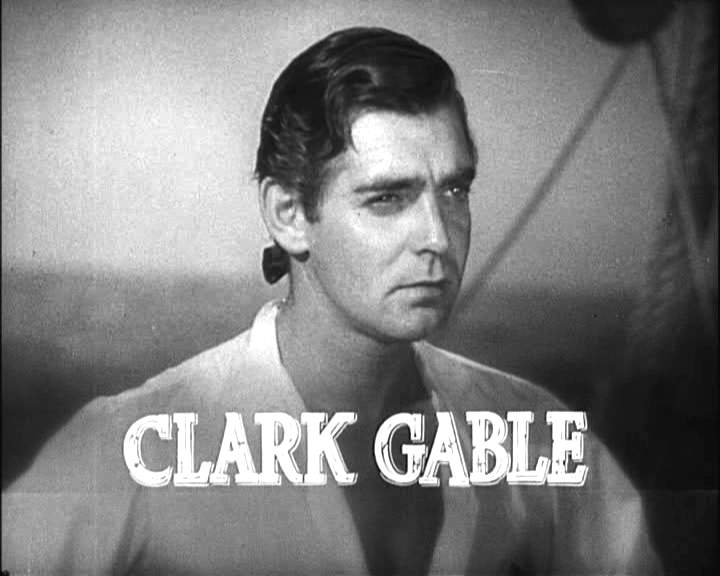

Spencer Tracy et Clark Gable qui étaient de grands amis dans la vie avaient la réputation de coureurs de jupons. La présence de Myrna Loy dans ce film apporta une légère touche de rivalité. Depuis des années, Gable avait tenté, en vain, de séduire l'actrice qui l'avait repoussé un soir de 1933 où il avait tenté de l'embrasser. Un échec terriblement frustrant pour lui et rageant lorsqu'il sut que non seulement Spencer Tracy était parvenu à embrasser Myrna Loy mais qu'elle fut sa maîtresse durant le tournage de leurs deux derniers films . Clark Gable avait toujours gagné le cœur de ses partenaires féminines par rapport à Spencer Tracy. Mais c'était ce dernier qui avait gagné l'amour de Myrna Loy, laquelle rendra régulièrement et discrètement visite à son amant après la guerre afin de poursuivre sa liaison avec lui ,,,,.